# Hilara borealis
Hilara borealis är en tvåvingeart som beskrevs av Oldenberg 1916. Hilara borealis ingår i släktet Hilara och familjen dansflugor. Inga underarter finns listade i Catalogue of Life.